# Akira Konno
Akira Konno (今野 章 Konno Akira?, nacido el 12 de septiembre de 1974 en Iwate) es un exfutbolista japonés. Jugaba de centrocampista y su último club fue el Kawasaki Frontale de Japón.

## Trayectoria

### Clubes
| Club              | País  | Año         |
| ----------------- | ----- | ----------- |
| Júbilo Iwata      | Japón | 1997 - 1999 |
| Kawasaki Frontale | Japón | 2000 - 2006 |

## Palmarés

### Títulos nacionales
| Título         | Club              | País  | Año  |
| -------------- | ----------------- | ----- | ---- |
| J1 League      | Júbilo Iwata      | Japón | 1997 |
| Copa J. League | Júbilo Iwata      | Japón | 1998 |
| J1 League      | Júbilo Iwata      | Japón | 1999 |
| J2 League      | Kawasaki Frontale | Japón | 2004 |